# Заблеяло ми агънце
„Заблеяло ми агънце“ е тъжна българска народна песен, открита от фолклорния изпълнител Борис Машалов.
Изпълнявайки тази песен по време на своите концертни странствания, Борис Машалов твърде често предизвиква появата на сълзи по лицата на слушателите. По спомени на брата на певеца Серафим Машалов самият той научава песента при едно от турнетата си в Северна България. В някакво селце към певеца се обръщат циганин и негов придружител, изкарващи прехраната си с помощта на танцуващи мечка и маймуна. Мечкарят изпява „Заблеяло ми агънце“ на Машалов на няколко пъти, докато я усвои и той още същата вечер разплаква публиката в концертния салон.
През 1954 година Борис Машалов пътува на турне в Урал, Сибир и Китай. За едно от представленията в град Пекин научава „Заблеяло ми агънце“ на китайски език и я изпълнява пред 50-хилядна публика. Когато свършва изпълнението, пълният с хора стадион става на крака и го аплодира.
През 1978 г. песента „Заблеяло ми агънце“, в изпълнение на Надка Караджова, печели наградата на радиоконкурса „Би Би Си-2“.
Аранжиментите на Красимир Кюркчийски на песните „Калиманку, Денку“, „Пиленце пее“, „Изповед“, „Заблеяло ми агънце“, „Месечинко, льо“ са включени в поредицата албуми на Марсел Селие „Мистерията на българските гласове“, поредица получила наградата „Грами“.